# Dżet (fizyka cząstek elementarnych)

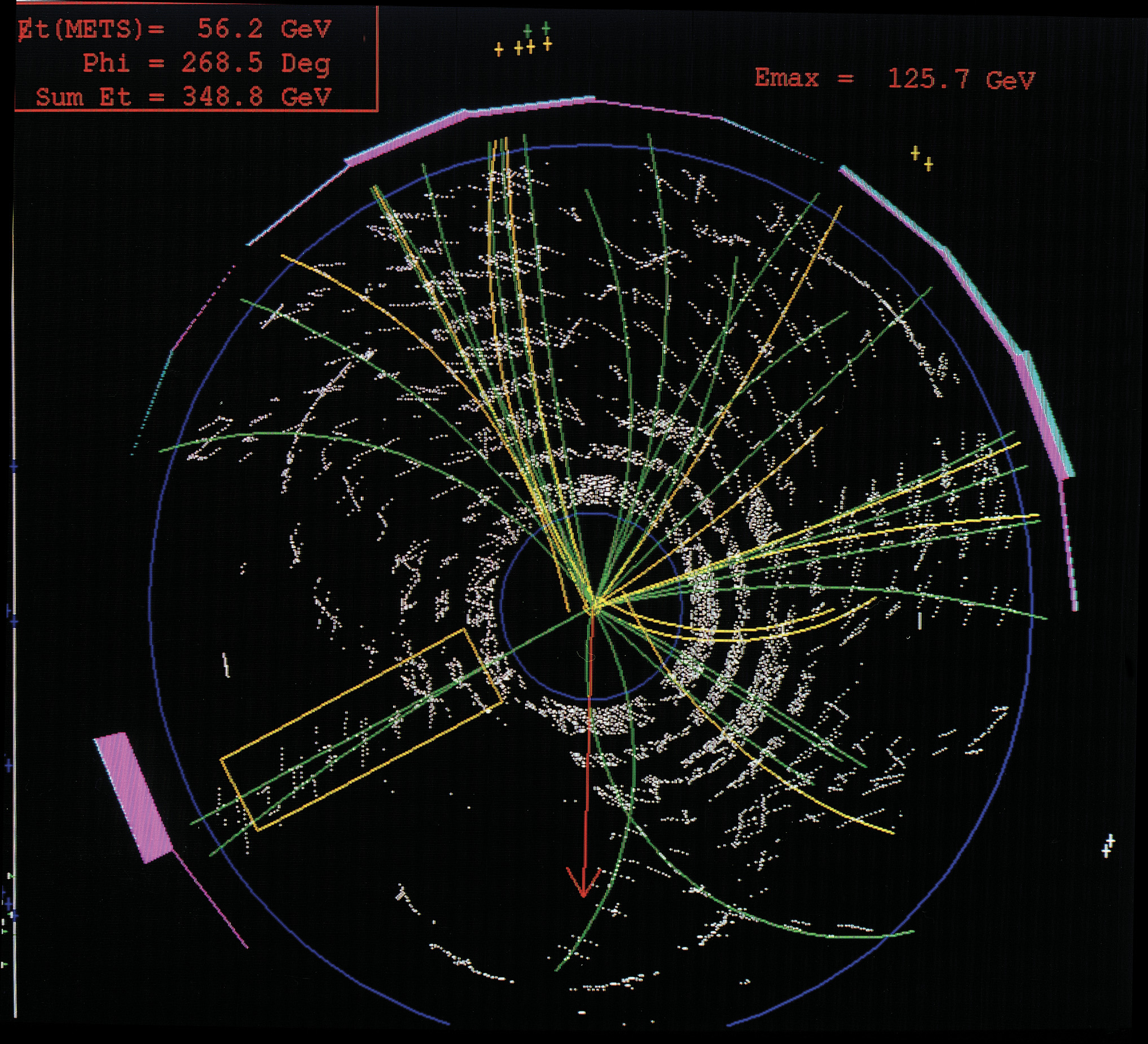
Para kwark górny i jego antykwark rozpada się na dżety, widoczne jako skolimowane wiązki torów cząstek oraz innych fermionów w detektorze CDF w Tevatronie

Dżet – skupiony stożek hadronów i innych cząstek powstających w wyniku zjawiska hadronizacji kwarków i gluonów w eksperymentach z cząstkami lub z ciężkimi jonami. Z powodu chromodynamicznego uwięzienia, cząstki przenoszące kolor, jak kwarki, nie mogą występować w stanie wolnym. Dlatego zanim mogłyby być bezpośrednio zaobserwowane, ich fragmenty w hadronach tworzą dżety. Aby poznać właściwości samych kwarków, należy rejestrować dżety detektorami cząstek, a następnie studiować.
W fizyce relatywistycznych ciężkich jonów dżety są ważne, ponieważ początkowe twarde rozpraszanie jest naturalnym sondowaniem dla materii chromodynamicznej utworzonej w kolizji, i określa jej fazę. Kiedy materia chromodynamiczna ulegnie przejściu fazowemu w plazmę kwarkowo gluonową, znacząco rośnie utrata energii w ośrodku, efektywnie studząc wychodzący dżet.
Przykłady technik analizowania dżetów:
- rekonstrukcja (np. algorytm {\displaystyle k_{T},} algorytm stożkowy),
- korelacja dżetów,
- tagowanie zapachów (np. b-tagowanie).

Model strunowy z Lund jest przykładem modelu fragmentacji dżetów.

## Wytwarzanie
Dżety powstają w procesie chromodynamicznego twardego rozpraszania, wytwarzającego kwarki lub gluony o dużym pędzie poprzecznym, w ujęciu partonowym zwane zbiorczo partonami. Prawdopodobieństwo powstania danego układu dżetów jest zadane przez przekrój produkcji dżetów, który jest średnią elementarnych procesów perturbacyjnych kwarku, antykwarku i gluonu, ważonych funkcją rozkładu partonów. Dla najczęstszych procesów produkcji par, rozpraszania dwucząsteczkowego, przekrój produkcji dżetów w kolizjach hadronowych jest dany przez
{\displaystyle \sigma _{ij\to k}=\sum _{i,j}\int dx_{1}dx_{2}d{\hat {t}}f_{i}^{1}(x_{1},Q^{2})f_{j}^{2}(x_{2},Q^{2}){\frac {d{\hat {\sigma }}_{ij\to k}}{d{\hat {t}}}},}
gdzie:
{\displaystyle x,Q^{2}} – ułamek pędu podłużnego i przekaz czteropędu,
{\displaystyle {\hat {\sigma }}_{ij\to k}} – perturbacyjny przekrój chromodynamiczny reakcji {\displaystyle ij\to k,}
{\displaystyle f_{i}^{a}(x,Q^{2})} – funkcja rozkładu partonów dla odnalezienia rodzaju cząstek {\displaystyle i} w wiązce {\displaystyle a.}
Przekrój elementarny {\displaystyle {\hat {\sigma }}} jest m.in. obliczany w celu otrzymania danego poziomu w teorii perturbacji (Peskin & Schroeder (1995)), sekcja 17.4. Przegląd różnych parametryzacji funkcji dystrybucji partonów i obliczanie kontekstu zdarzenia w generatorach Monte Carlo omawiane jest w T. Sjöstrand et al. (2003), sekcja 7.4.1.

## Fragmentacja dżetów
Perturbacyjne obliczenia chromodynamiki kwantowej może zawierać obdarzone kolorem partony w stanie końcowym, ale tylko pozbawione go hadrony wynikowe mogą być zaobserwowane eksperymentalnie. A zatem, aby opisać, co jest obserwowane w detektorze w ramach danego procesu, wszystkie wychodzące kolorowane partony muszą przejść przez proces kaskadowy, a potem kombinację w hadrony. W literaturze miękkie promieniowanie chromodynamiczne, formowanie hadronów lub oba procesy naraz określane są często zamiennie jako fragmentacja i hadronizacja.
Gdy parton wytworzony w twardym rozproszeniu wychodzi w oddziaływania, stała oddziaływania silnego rośnie wraz z separacją. Wzmaga to prawdopodobieństwo promieniowania chromodynamicznego, rozchodzącego się pod płytkim kątem w stosunku do macierzystego partonu. Tak więc, jeden parton będzie promieniował gluonami, które z kolei wypromieniują parę kwark-kwark i tak dalej, z każdym nowym partonem prawie kolinearnym z rodzicem. Można to opisać przy pomocy spinorów z funkcjami fragmentowania {\displaystyle P_{ji}\!\left({\frac {x}{z}},Q^{2}\right),} w podobnym znaczeniu, jak funkcje ewolucji gęstości partonów. Jest to opisane równaniem typu Dokshitzera-Gribova-Lipatova-Altarellego-Parisi (DGLAP)
{\displaystyle {\frac {\partial }{\partial \ln Q^{2}}}D_{i}^{h}(x,Q^{2})=\sum _{j}\int _{x}^{1}{\frac {dz}{z}}{\frac {\alpha _{S}}{4\pi }}P_{ji}\!\left({\frac {x}{z}},Q^{2}\right)D_{j}^{h}(z,Q^{2}).}
Kaskady partonów wytwarzają partony o coraz mniejszej energii, przez co muszą opuścić region stosowalności perturbacyjnej chromodynamiki kwantowej. Do opisania trwania kaskady potrzebny jest model fenomenologiczny. Kombinacja kolorowych partonów w stan związany niekolorowych hadronów jest wewnętrznie nieperturbacyjna. Jednym z przykładów jest model strunowy z Lund, zaimplementowany w wielu nowoczesnych generatorach zdarzeń.